# Кофезаменители

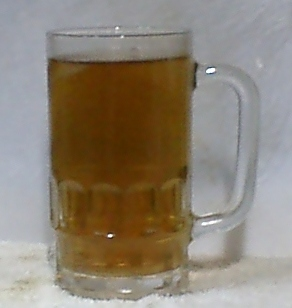
Мугитя

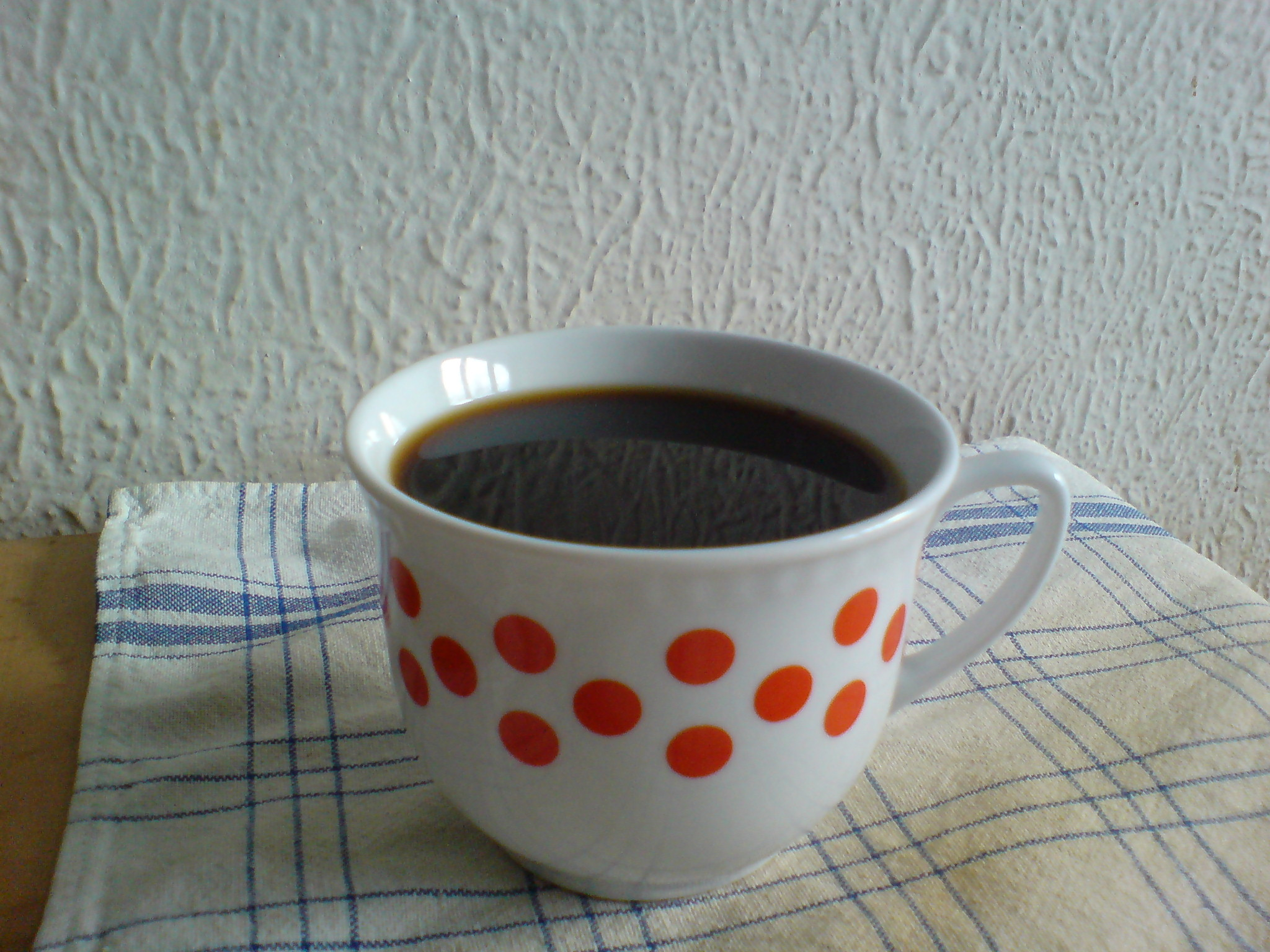
Мелта — смесь из корней цикория, сахарной свёклы, зёрен ячменя и ржи

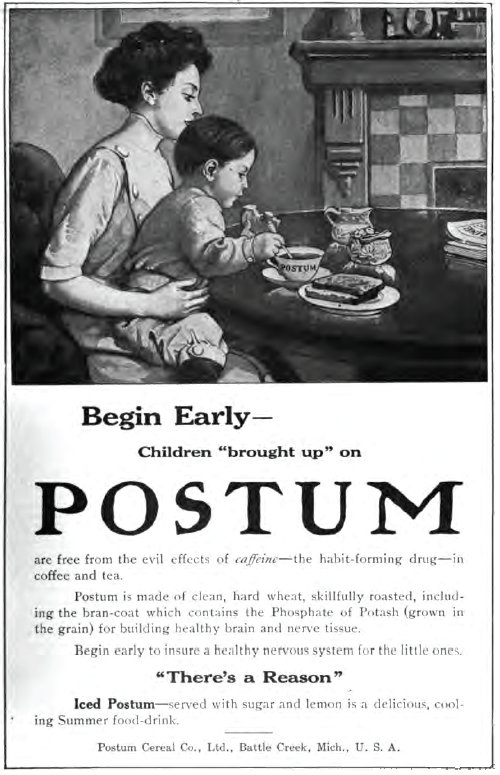
Напиток «Постум», 1910. В США кофезаменители стали особенно популярны во время Второй мировой войны, когда кофе был доступен только по карточкам.

Кофезамени́тели — пищевые продукты растительного происхождения, использующиеся для изготовления напитков, несколько напоминающих внешне и по вкусу напиток кофе. В качестве кофезаменителя обычно используются жареные зёрна ячменя, ржи, корни цикория и свёклы.

## История
Коренные американцы, проживающие на территории нынешних юго-восточных Соединённых Штатов, варили церемониальный напиток, содержащий кофеин, который  назывался «аси» или «чёрный напиток» из жареных листьев и стеблей Ilex vomitoria (падуб яупонский). Европейские колонисты приняли этот напиток в качестве заменителя кофе, который они назвали «кассина».
В Квебеке семена чёрной акации исторически использовались в качестве заменителя кофе до того, как стеблевой мотыль уничтожил популяции дерева.
Заменитель кофе из молотого обжаренного нута был упомянут немецким писателем в 1793 году.
Кофе из одуванчиков засвидетельствован ещё в 1830-х годах в Северной Америке.
Напиток, сваренный из молотого жареного корня цикория, не содержит кофеина, но имеет тёмный цвет и по вкусу очень похож на кофе. Его использовали в качестве травяного чая до того, как кофе был завезён в Европу. Использование цикория в качестве заменителя кофе стало широко распространенным во Франции в начале 19 века из-за нехватки кофе в результате континентальной блокады. Он использовался во время Гражданской войны в США в Луизиане и остаётся популярным в Новом Орлеане. Цикорий, смешанный с кофе, также популярен в Южной Индии и известен как индийский фильтрованный кофе.
Постум — растворимый заменитель кофе, приготовленный из обжаренных пшеничных отрубей, пшеницы и патоки. Он достиг своего пика популярности в Соединённых Штатах во время Второй мировой войны, когда кофе был строго ограничен.

## Обзор
Кофезаменители по большей части не содержат кофеина и поэтому в той или иной степени лишь имитируют вкус напитка. Во многих странах Азии подобные напитки называются заменителями чая и занимают там нишу прохладительных подслащённых напитков. Традиционно кофезаменители получали обжариванием злаков, орехов или кореньев растений. Широко используются для этой цели растения, содержащие полисахарид инулин.
Среди составляющих, используемых для кофезаменителей, - жёлуди, спаржа, солодовый ячмень, морковь, корень цикория, кукуруза, соевые бобы, хлопковое семя, корень одуванчика, рис, жареные бобы нута, выпаренная патока, хурма, картофельные очистки, рожь, сладкий картофель, пшеничные отруби, яблоки, груши, сливы (без косточек), рябина, огородная и сахарная свёкла, пастернак, скорцонер, козелец, хлеб (просо, рожь, ячмень, пшеница, полба, овёс, кукуруза), печёный хлеб, вермишель, инжир, финики, разные виды бобовых — вики, люпины, горох, бобы, чечевица, семена спаржи, зёрна винограда, буковые, грецкие, лесные орехи, миндаль и его выжимки, арахис, корневища папоротников, пырей, салеп (корневые клубни лесных орхидей), саго, картофель, семена иглицы, жёлтого ириса, тутовые ягоды, конопляное семя, сладкие рожки, шиповник, семена пажитника, овечий горох, соевые бобы, липовые плоды и тому подобные.
| Название растения                              | часть растения | Содержание инулина (до) | Примечания |
| ---------------------------------------------- | -------------- | ----------------------- | ---------- |
| Лопух большой (Arctium lappa)                  | сухие корни    | 37—45 %                 |            |
| Топинамбур (Helianthus tuberosus)              | клубни         | 16—18 % и более         |            |
| Одуванчик лекарственный (Taraxacum officinale) | корень         | 40 %                    |            |
| Девясил высокий (Inula helenium)               | корень         | 44 %                    |            |

## Некоторые кофезаменители

### Цикорий

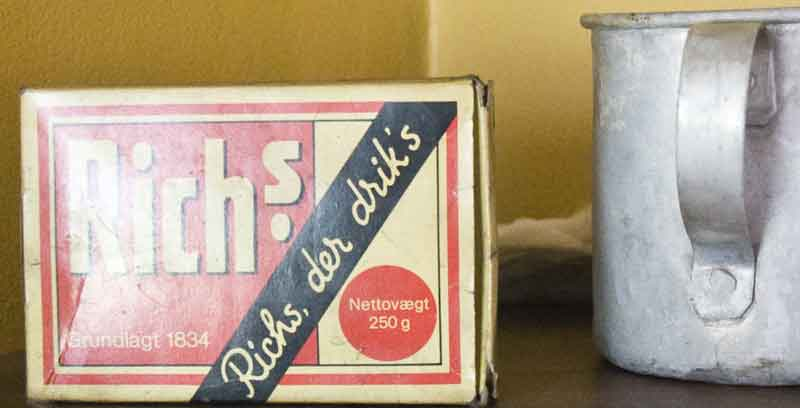
Датский кофейный напиток с цикорием

Самыми распространёнными из всех кофезаменителей являются смеси цикория. Используют промытые, просушённые и обжаренные корни этого растения. Корень цикория обыкновенного содержит 75 % воды, а одна шестая сухого остатка приходится на инулин — высокомолекулярный углевод, при гидролизе дающий глюкозу. Продаётся цикорий в чистом виде, в виде смесей с обжаренными и размолотыми зёрнами ячменя, ржи, овса и пряностями, с добавлением ягодных и плодовых экстрактов, а также в смеси с натуральным кофе.
В эту же категорию можно отнести одуванчиковый кофе и прочие напитки из корней семейства астровых.

### Желудёвый кофе
Во время Второй мировой войны большинство населения Германии пило эрзац-кофе из желудей дуба. Заготавливают спелые крупные жёлуди, зелёного цвета, твёрдые на ощупь (нечервивые), затем сушат. Для приготовления кофейного напитка заготовленные жёлуди промалывают в кофемолке и варят так же, как обыкновенный кофе.

### Мугитя
Мугитя — японский напиток, приготовляемый из обжаренных злаков (обычно пшеницы или ячменя). Неочищенные зёрна ячменя хорошо прожаривают и затем настаивают. Заваривают и пьют холодным. По вкусу напоминает советские кофейные заменители, особенно напиток «Летний». Также бывает в порошке.

### Гуарана

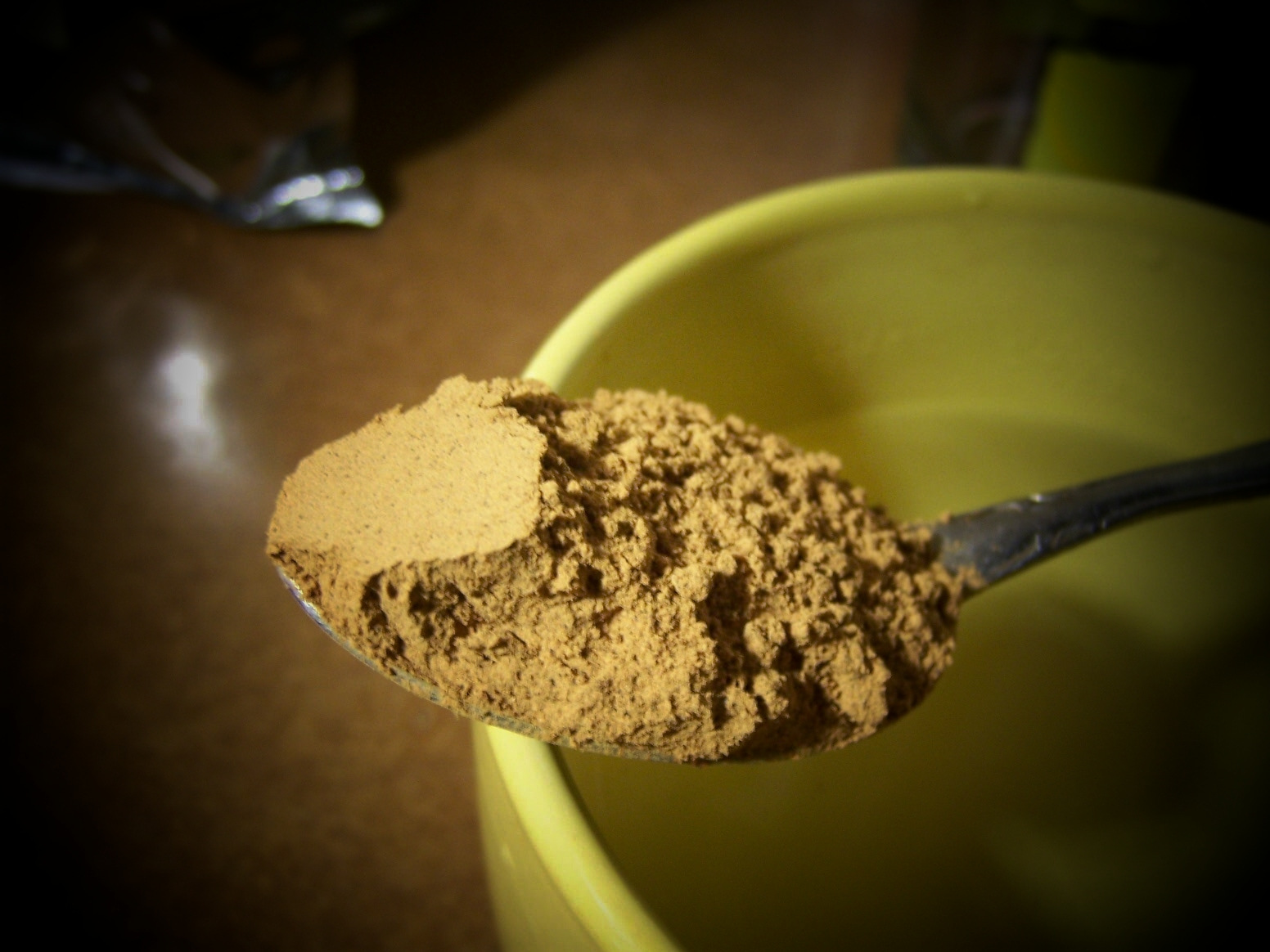
Порошок из семян гуараны

Плод гуараны размером с орех фундук, от глубокого жёлтого до оранжевого цвета окраской, который лопается и открывает одно лилово-коричневое или чёрное семечко. Эти семена, в отличие от прочих суррогатов, содержат кофеин и могут служить заменителем кофе.

### Терпентинное дерево
Плоды терпентинного дерева, также известного, как фисташка терпентинная (это дерево родственно настоящей фисташке) издревле используются в Курдистане для приготовления напитка, похожего на кофе. Уже с начала XX века этот кофе стал продаваться в европейских странах, в первую очередь, во Франции, под названием курдский кофе. В России практически не распространён.

### Топинамбур
В США из корневища топинамбура готовят диетический кофе. Клубни чистят и режут на кусочки и на две-три минуты заливают кипятком. Затем обсушивают, поджаривают в духовом шкафу. Измельчают в ступке или кофемолке и заваривают.

### Семена груши
Заменитель кофе получают из поджаренных семян груши, содержащих большое количество масел.

### Шиповник
Заменитель кофе получают из плодов шиповника собачьего и орешков шиповника коричного.

### Орех бука
Из орехов бука получают высококачественное пищевое масло светло-жёлтого цвета. Оно используется в пищевой и кондитерской промышленности. Другим способом обработки получают масло техническое. Остающаяся после отжима масса используется для изготовления заменителя кофе.

### Гимнокладус двудомный
Гимнокладус двудомный (бундук канадский) — дерево: в Америке его называют кофейным деревом, так как в прошлом его жареные семена использовались как дешёвый заменитель кофе.

### Батат
В качестве заменителя кофе могут использоваться семена цветущих сортов батата.

## Искусственный кофе
В 2021 году несколькими биотехнологическими компаниями удалось создать первый в мире искусственный кофе, который всё ещё ожидает своего одобрения регулирующими органами для коммерциализации в ближайшем будущем. Искусственный кофе удалось произвести с помощью клеточного земледелия в биореакторах. Компании, создавшие искусственный кофе, получили значительное финансирование для исследования своего продукта, который может иметь аналогичные эффекты, состав и вкус, что и натуральный кофе, при этом искусственный кофе требует значительно меньше воды, выбросов углерода и труда для производства, а также не требует вырубки лесов. Продукты, сравнимые с натуральным кофе на молекулярно-химическом уровне, не будут являться «заменителями кофе», а будут отличаться только методом производства; следовательно, они будут «выращенными в лаборатории».
Ранее, в 2019 году, был продемонстрирован молекулярный кофе, изготовленный из неизвестных растительных материалов и кофеина, разработанный американской компанией Atomo. Однако неясно, насколько состав похож на кофе на молекулярном уровне или с точки зрения его эффектов. Он был выставлен на краткосрочную временную продажу в 2021 году.